# Pseudogaurax novaeguineae
Pseudogaurax novaeguineae är en tvåvingeart som beskrevs av Ismay 1987. Pseudogaurax novaeguineae ingår i släktet Pseudogaurax och familjen fritflugor. Inga underarter finns listade i Catalogue of Life.